# Hammonia-Klasse
Die Hammonia-Klasse ist eine ab 1866 im Nordatlantik-Dienst der Reederei HAPAG eingesetzte Schiffsklasse. In den Jahren 1866 bis 1874 wurden insgesamt elf Schiffe dieser Klasse in Dienst gestellt. Diese Schiffe bildeten zusammen mit den etwas kleineren Schiffen Germania (1863, 2123 BRT) und Alemannia (1865, 2665 BRT) die zweite Generation Dampfschiffe der HAPAG. Sie ermöglichten der Reederei ab 1865 zwischen Mai und Oktober einen wöchentlichen Dienst zwischen Hamburg und New York statt des bisherigen vierzehntäglichen Dienstes. Gebaut wurden die elf Schiffe der Hammonia-Klasse alle auf der Werft Caird & Company in Greenock. Baulich unterschieden sich die Dampfer von den bisherigen HAPAG-Schiffen durch die gerade Bugform und die Anzahl der Masten. Da die Segel bei den Schiffen der Hammonia-Klasse nur noch eine untergeordnete Rolle spielten, konnte die Anzahl der Masten auf zwei reduziert werden.

## Schiffe der Hammonia-Klasse
| Stapellauf in Dienst  | Name       | Tonnage  | Länge    | Schicksal |
| 8.12.1866 15.02.1867  | Hammonia   | 3035 BRT | 103,6 m  | 1878 verkauft an Russische Freiwillige Flotte (russ.: Dobroflot, Добровольный флот, Доброфлот), umbenannt in Moskwa, am 6. Juni 1882 durch Strandung beim Kap Guardafui verloren                  |
| 21.01.1867 29.03.1867 | Cimbria    | 3025 BRT | 100,93 m | 19. Januar 1883 nach Kollision vor Borkum gesunken, 437 Tote |
| 9.03.1868 28.05.1868  | Holsatia   | 3134 BRT | 103,45 m | 1878 verkauft an Russische Freiwillige Flotte, umbenannt in Rossija, später Dnestr, 1910 außer Dienst, 1916 als Landungsbrücke vor Trapezunt versenkt                                             |
| 9.03.1868 28.05.1868  | Westphalia | 3158 BRT | 103,45 m | 1875–79 Umbau, jetzt zwei Schornsteine, 1887 nach Großbritannien verkauft, umbenannt in Atlantica, 1890 nach Italien umbenannt in Provincia de Sao Paulo, Mentana, Sud America, 1901 verschrottet |
| 14.04.1869 13.05.1869 | Silesia    | 3142 BRT | 103,62 m | 1887 nach Großbritannien verkauft, umbenannt in Pacifica, 1890 nach Italien verkauft, umbenannt in Citta de Napoli, Montevideo, 1899 durch Strandung verloren                                     |
| 18.05.1870 8.08.1870  | Thuringia  | 3133 BRT | 106,74 m | 1878 verkauft an Russische Freiwillige Flotte, umbenannt in St. Petersburg, später andere Namen, 1941 noch vorhanden                                                                              |
| 24.12.1870 03.1871    | Germania   | 2877 BRT | 100,53 m | 10. August 1876 vor Bahia aufgelaufen und gesunken |
| 22.04.1871 9.06.1871  | Vandalia   | 2810 BRT | 100,8 m  | 1884 an Hamburger Hansa Linie verkauft, umbenannt in Kehrwieder, 1892 wieder zur Hapag, 1895 umbenannt in Polonia, 1897 abgebrochen                                                               |
| 30.03.1872 1.07.1872  | Frisia     | 3556 BRT | 106,77 m | 1887 nach Großbritannien verkauft, umbenannt in Temerario, später Arno, 1902 abgebrochen |
| 30.03.1872 1.07.1872  | Pommerania | 3382 BRT | 109,94 m | 26. November 1878 nach Kollision vor Dover gesunken, 48 Tote |
| 1.06.1874 10.10.1874  | Suevia     | 3609 BRT | 110,09 m | 1894 aufgelegt, 1896 nach Frankreich verkauft und umbenannt in Quatre Amis, 1898 nach Strandung abgebrochen                                                                                       |